# Konstpedagogik

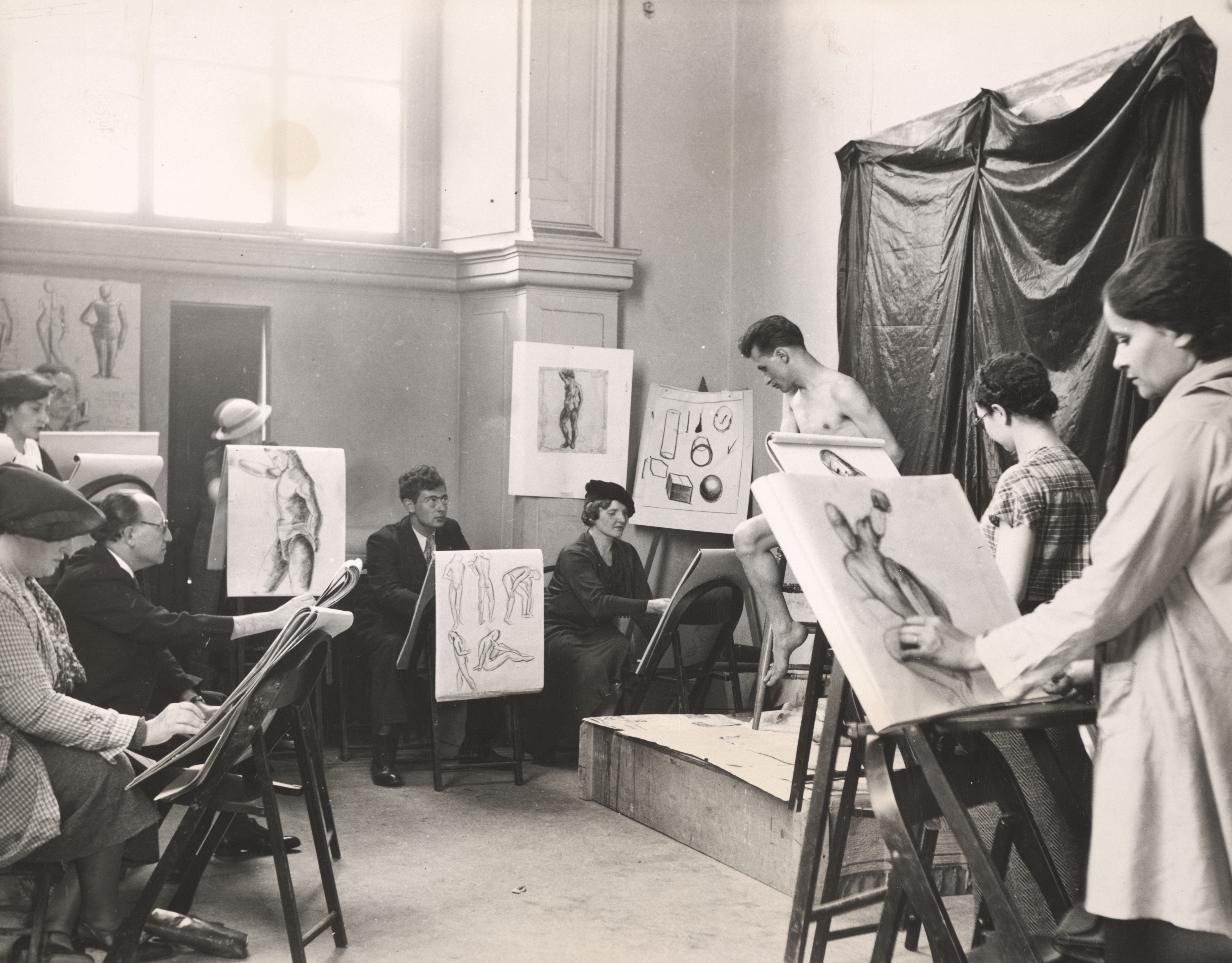
En vuxen konstklass i USA på Brooklyn Museum, 1935.

Konstpedagogik innefattar pedagogiska läroprocesser som sker på platser där konst finns, vanligen konstmuseum, konsthallar och andra institutioner för konst. En person som arbetar med konstpedagogik kallas vanligtvis för konstpedagog, museipedagog, museilektor, visare, guide, konstförmedlare eller pedagogisk intendent.

## Historik
I och med konstmuseernas födelse under slutet av 1700-talet uppkom ett behov av konstpedagogik. Dittills hade enbart samhällets högre skikt haft tillgång till konst i en större utsträckning, vilket ledde till att den breda allmänheten som nu fick åtkomst till de nyinrättade konstmuseerna hade svårigheter att förstå den konst som de tog del av. Även idag är kunskap om konst en klassfråga, vilket fortsätter att aktualisera ett behov av konstpedagogik. Detta bör förstås ur de offentligt ägda konstinstitutionernas perspektiv som genom regleringsbreven har ett ansvar att inte bara visa och samla konst, utan även förmedla densamma.

### Samtida konstpedagogik
Konstpedagogik kan även vara ett verktyg för att problematisera och tänka kritiskt kring konst. Konstnären Catti Brandelius genomförde år 1999 ett performance på Moderna Museet i Stockholm där hon agerade konstguide och genomförde en visning i delar av museets samlingar. Brandelius visar under sitt performance välkända konstverk av erkända konstnärer som Salvador Dalí, Amadeo Modigliani och Gösta Adrian-Nilsson men istället för att göra det som kanske förväntas av en vanlig guide så är hon inte genomgående positiv till konstnärerna, utan leker med förutfattade meningar om hur en guide ska agera och hur det är lämpligt att visa konst. Dessutom tar hennes performance upp frågor rörande kanoniserade verk och synen på det konstnärliga geniet.

## Konstpedagogikens former
I Konsten som Läranderesurs: Syn på Lärande, sociala strategier och social inklusion på nordiska konstmuseer redogör forskarna Venke Aure, Helene Illeris och Hans Örtegren för tre olika typer av konstpedagogiska strategier.
- Den konstorienterade

Fokuserar på förmedlande av kunskap om konst till en besökare/deltagare ur ett sändarperspektiv.
- Den upplevelseorienterade

Vill främja besökarens/deltagarens egen upplevelse av konsten och skapa en (estetisk) upplevelse för den.
- Den relationsorienterade

Syftar till att uppmuntra deltagande och skapa kommunikation och kunskapsproduktion utifrån konsten.